# Catedral de Turku

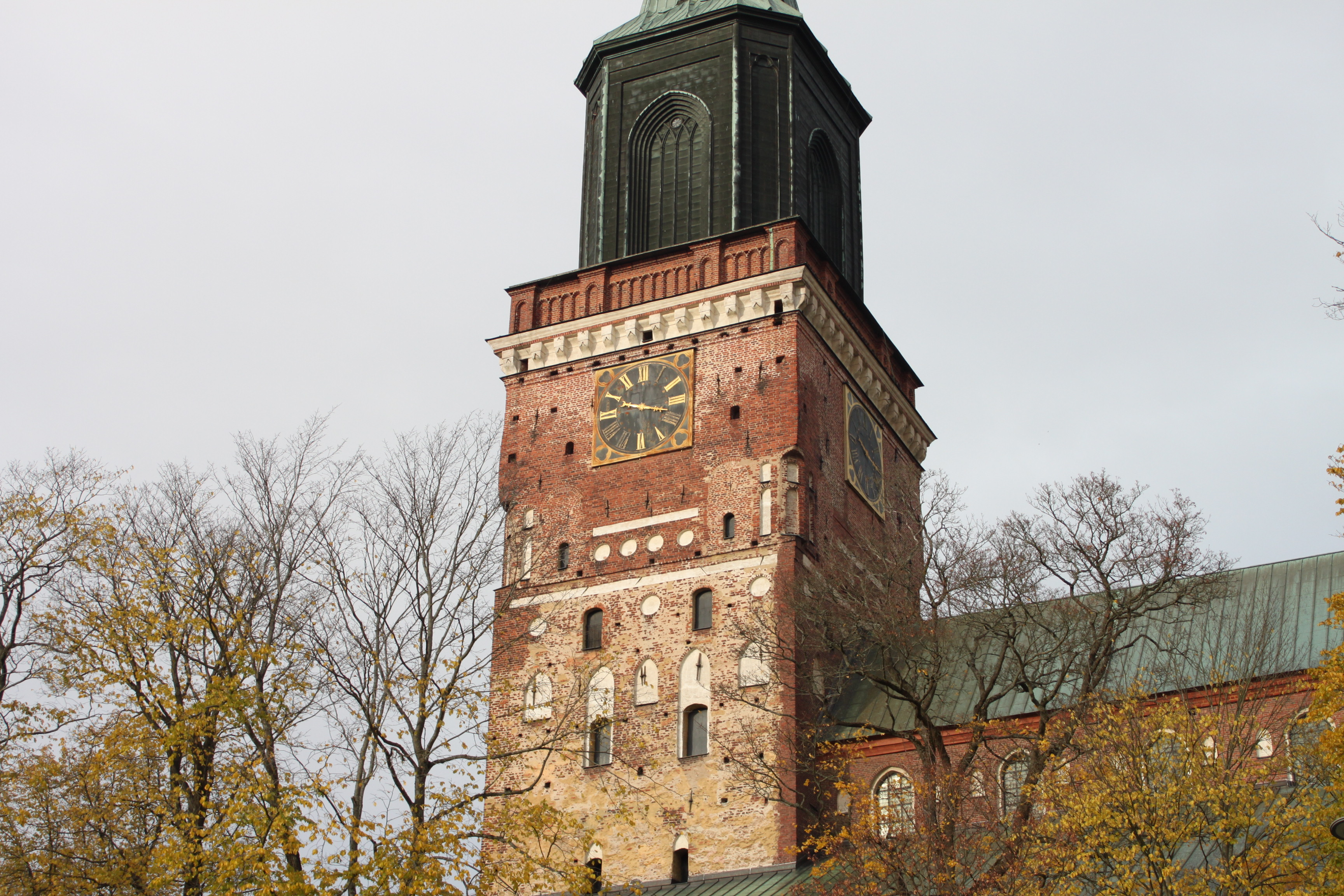

La catedral de Turku (en finés: Turun tuomiokirkko; en sueco: Åbo domkyrka) está ubicada en Turku, Finlandia, y es la sede de la Iglesia evangélica luterana de Finlandia. También es la sede de la Archidiócesis de Turku y del arzobispo de Finlandia. Es conocida como una de las mejores obras de la arquitectura finesa.
Considerada como uno de los edificios religiosos más importantes de Finlandia, la catedral ha presenciado grandes acontecimientos de la historia del país y se ha convertido en uno de sus símbolos más característicos. El edificio está situado en el centro de Turku, junto a la Plaza Antigua del Mercado y al río Aura. Su presencia va más allá del municipio, ya que el sonido de sus campanas se retrasmite por la radio nacional al mediodía. Asimismo, tiene gran importancia durante las festividades navideñas.
Originalmente, la catedral fue construida de madera a finales del siglo XIII y fue consagrada como la catedral principal de Finlandia en el 1300, sede del obispado de Turku. Fue ampliada exponencialmente durante los siglos XIV y XV, esta vez en piedra. El templo fue muy dañado durante el Gran Incendio de Turku en 1827 y tuvo que ser reconstruido en gran medida posteriormente.

## Historia
A la vez que Turku comenzaba a emerger como un importante punto de comercio en el siglo XIII, el obispo transfirió la diócesis de Finlandia desde Koroinen, un barrio a las afueras, al centro de la ciudad. A finales del mismo siglo, terminó de edificarse una nueva iglesia de piedra donde antes se erigía otra de madera, y fue consagrada en el 1300 como Catedral de la Virgen María y San Enrique de Upsala, el primer obispo de Finlandia.
Originariamente, la catedral era mucho más pequeña que el edificio actual. Su fachada este se ubicaba donde se encuentra el púlpito hoy en día, ya que el techo era mucho más bajo en aquel entonces. Se produjeron una serie de ampliaciones durante la Edad Media. En el siglo XIV se añadió un nuevo coro, ubicado entre ocho pilares octogonales de estilo gótico en el presbiterio. El altar se ubicó frente a los pilares más orientales de la nave, hasta que fue reubicado en el siglo XVII hasta su lugar actual en el ábside, que anteriormente había sido la Capilla de Todos los Santos.
Durante el siglo XV se añadieron capillas laterales en la parte norte y sur de la nave, que contenían altares dedicados a varios santos. A finales de la Edad Media llegaron a ser 42. Las bóvedas se erigieron hasta su altura actual de 25 metros a finales del siglo XV. A principios de la Edad Moderna, la iglesia presentaba una estructura muy parecida a la presente. El cambio más notable desde entonces es la torre, que fue reconstruida en varias ocasiones debido a los incendios. Los daños más destacables ocurrieron durante el Gran Incendio de Turku en 1827, cuando la mayoría de la ciudad fue destruida, en el que se dañaron el interior de la torre y la nave. El chapitel actual de la torre, construido tras el incendio, tiene una altura de 101 metros sobre el nivel del mar y es visible a una distancia considerable, siendo un símbolo tanto de la catedral como de Turku.
El aspecto interior de la catedral que se conserva hoy día se llevó a cabo durante la restauración llevada a cabo en la década de 1830 tras el Gran Incendio. El retablo, que representa la Transfiguración de Jesús, fue pintado en 1836 por el artista sueco Fredrik Westin. El retablo detrás del altar y el púlpito del crucero también datan de la década de 1830 y fueron diseñados por el arquitecto alemán Carl Ludvig Engel, conocido en Finlandia por diversas obras. Las paredes y el techo del presbiterio están decorados con frescos de estilo romántico por el pintor de corte Robert Wilhelm Ekman, quien representa momentos de la vida de Jesús y dos momentos clave en la historia de la Iglesia de Finlandia: el bautismo de los primeros fineses cristianos a manos del obispo Enrique de Upsala y la presentación al rey Gustav Vasa de la primera traducción al finés del Nuevo Testamento por el reformista Mikael Agricola.
La catedral alberga tres órganos. El órgano principal de la catedral fue construido por Veikko Virtanen Oy de Espoo, Finlandia, en 1980.

## Enterramientos
- Obispo Hemming (1290–1366), obispo de Turku.
- Paulus Juusten (1516–1576), obispo de Víborg y más tarde de Turku.
- Karin Månsdotter (1550–1612), reina de Suecia.
- Princesa Sigrid Eriksdotter (1566–1633), princesa sueca.
- Samuel Cockburn (1574–1621), líder mercenario escocés.
- Torsten Stålhandske (1593–1644), oficial en la armada sueca durante la Guerra de los Treinta Años.
- Åke Henriksson Tott (1598–1640), soldado y político sueco.